# Шези-ан-Орксуа
Шези́-ан-Орксуа́ (фр. Chézy-en-Orxois) — коммуна во Франции, находится в регионе Пикардия. Департамент коммуны — Эна. Входит в состав кантона Виллер-Котре. Округ коммуны — Шато-Тьерри.
Код INSEE коммуны — 02185.

## Население
Население коммуны на 2010 год составляло 360 человек.
| 1962 | 1968 | 1975 | 1982 | 1990 | 1999 | 2010 |
| ---- | ---- | ---- | ---- | ---- | ---- | ---- |
| 419  | 381  | 297  | 302  | 324  | 346  | 360  |

## Экономика
В 2010 году среди 218 человек трудоспособного возраста (15—64 лет) 160 были экономически активными, 58 — неактивными (показатель активности — 73,4 %, в 1999 году было 67,9 %). Из 160 активных жителей работали 146 человек (77 мужчин и 69 женщин), безработных было 14 (7 мужчин и 7 женщин). Среди 58 неактивных 14 человек были учениками или студентами, 23 — пенсионерами, 21 были неактивными по другим причинам.